# Niort-la-Fontaine
Pour les articles homonymes, voir Niort (homonymie).
Niort-la-Fontaine est une ancienne commune française du Passais située dans le département de la Mayenne et la région Pays de la Loire. Elle est rattachée à la commune de Lassay-les-Châteaux depuis 1974.

## Histoire

### Préhistoire
La commune possède un dolmen à couloir en dolérite bien conservé de 6 m de long, situé au village du Bignon; ainsi que la Pierre Robert, un menhir de 2,60 m de haut.

### Époque contemporaine
Le 1er octobre 1974, la commune de Niort-la-Fontaine est rattachée à celle de Lassay-les-Châteaux sous le régime de la fusion-association ; le 1er juillet 2014, le rattachement de Niort-la-Fontaine à Lassay-les-Châteaux est transformé en fusion simple.

## Politique et administration
| Période                                  | Période | Identité       | Étiquette | Qualité                 |
| ---------------------------------------- | ------- | -------------- | --------- | ----------------------- |
| 1926                                     | 1942    | Alfred Barreau |           |                         |
| 1951                                     | 1974    | Marcel Le Roy  |           | aviculteur et résistant |
| Les données manquantes sont à compléter. |         |                |           |                         |

| Période                                  | Période   | Identité        | Étiquette | Qualité              |
| ---------------------------------------- | --------- | --------------- | --------- | -------------------- |
| mars 1977                                | 1995      | Henri Échivard  |           | Charpentier couvreur |
| 1996                                     | mars 2014 | Chantal Lambert |           |                      |
| mars 2014                                | juin 2014 | Chantal Landais |           |                      |
| Les données manquantes sont à compléter. |           |                 |           |                      |

## Démographie
| 1793  | 1800  | 1806  | 1821  | 1831  | 1836  | 1841  | 1846  | 1851  |
| ----- | ----- | ----- | ----- | ----- | ----- | ----- | ----- | ----- |
| 1 938 | 2 060 | 1 961 | 1 920 | 2 123 | 1 826 | 1 622 | 1 563 | 1 538 |

| 1856  | 1861  | 1866  | 1872  | 1876  | 1881  | 1886  | 1891  | 1901  |
| ----- | ----- | ----- | ----- | ----- | ----- | ----- | ----- | ----- |
| 1 517 | 1 645 | 1 553 | 1 454 | 1 329 | 1 294 | 1 266 | 1 201 | 1 048 |

| 1911 | 1921 | 1926 | 1931 | 1936 | 1946 | 1954 | 1962 | 1968 |
| ---- | ---- | ---- | ---- | ---- | ---- | ---- | ---- | ---- |
| 975  | 761  | 704  | 702  | 669  | 656  | 604  | 536  | 511  |

## Lieux et monuments
- Site mégalithique, dolmen du Bignon.
- Site mégalithique, menhir de la Pierre Robert.
- Château du Bois-Froust.
- Église Saint-Hyppolite.
- Monument aux morts.

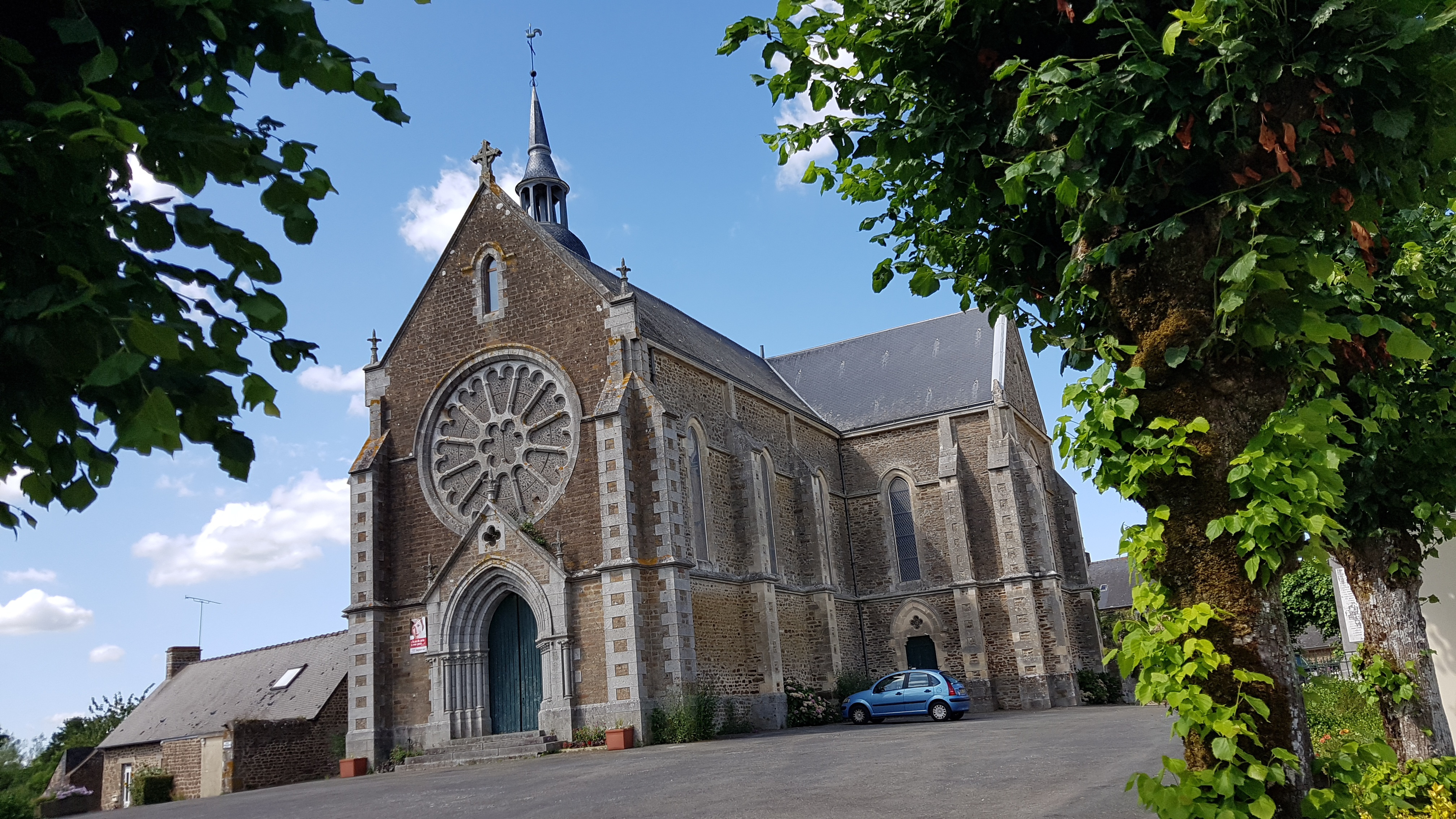
Église Saint-Hyppolite du XIXe siècle.
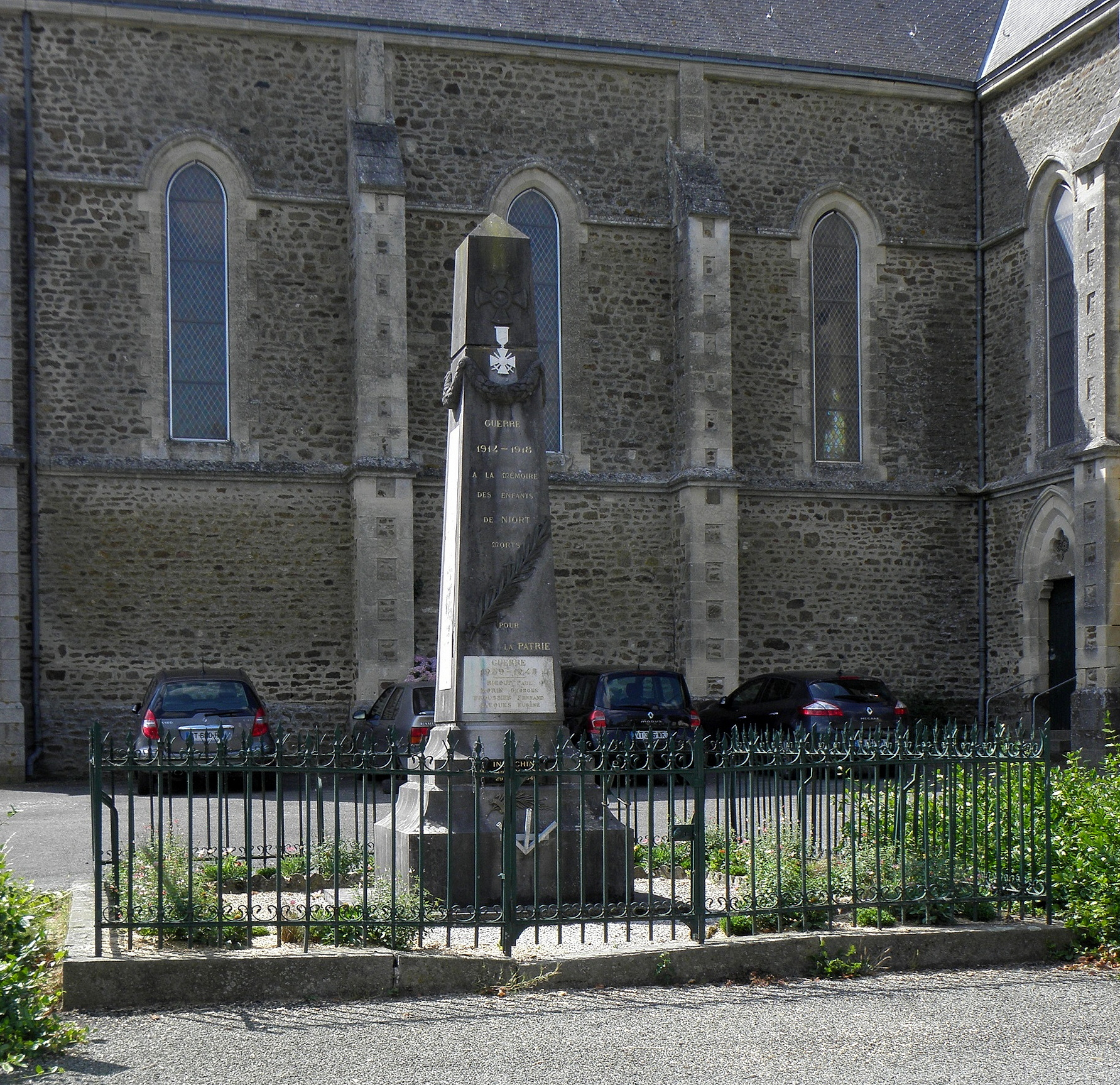
Monument aux morts.

## Personnalités liées à la commune
- Albert Grosse-Duperon (1838-1924), historien, né dans cette commune
- Marianne Pajot (1641-1681), morte à Niort